# SC Žarnovica
SC Žarnovica – słowacki klub żużlowy z Žarnovicy.

## Stadion
Stadion w Żarnowicy zbudowany został społecznie przez mieszkańców miasta przy wsparciu miejscowych zakładów sklejki, oraz czechosłowackich lasów państwowych. Początkowo obiekt posiadał jedynie wał ziemny na pierwszym łuku, a na starcie trybunę mogącą pomieścić 400 widzów. Po przeciwległej stronie zostały wybudowane szatnie i pomieszczenia socjalne, w całości wykonane z drewna. Pierwsze zawody na torze żużlowym odbyły się w 1953 roku. Wiosną 1979 oddano do użytku zmodernizowany stadion, w ramach prac skrócono tor z 427 do 400 metrów, nawierzchnię żużlową zastąpił dolomit. W połowie lat 80. powiększono park maszyn oraz wybudowano parkingi. W tym samym czasie po zamknięciu toru żużlowego w Zohorze, żarnowicki owal stał się jedynym ośrodkiem czarnego sportu na Słowacji.

## Kadra

### 1. liga czeska
Zawodnicy występujący w składzie zespołu występującego w 1. lidze czeskiej w sezonie 2023.
| Stat. | Żużlowiec         |
| ----- | ----------------- |
| S     | Eduard Krčmář     |
| S     | Milen Manew       |
| S     | Andrei Popa       |
| S     | Jakub Valkovič    |
| S     | Martin Vaculík    |
| S 1   | Sebastian Kössler |
| J     | Bruno Belan       |

1 Żużlowcy zagraniczni nie mogą startować na pozycjach juniorskich w 1. lidze czeskiej.

### Speedway Academy
Zorganizowane szkolenie młodych zawodników pod szyldem Speedway Adacemy rozpoczęło się w 2017 roku. Klub zapewnia motocykle, treningi z trenerem, naukę obsługi motocykla, oraz promocję medialną.
Zawodnicy mający za sobą oficjalne starty:
| Kat.    | Żużlowiec      |
| ------- | -------------- |
| 125 cm³ | Filip Kasan    |
| 125 cm³ | Jaroslav Hajko |

Adepci sportu żużlowego:
| Kat.    | Żużlowiec      |
| ------- | -------------- |
| 125 cm³ | Anička Hajková |
| 125 cm³ | Marek Ziman    |
| 500 cm³ | Ondrej Ižold   |
| 500 cm³ | Andrej Mojžiš  |